# جون ميريك
جون ميريك (بالإنجليزية: John Merrick)‏ هو لاعب غولف أمريكي، ولد في 20 مارس 1982 في لونغ بيتش في الولايات المتحدة.

## وصلات خارجية
- جون ميريك على موقع رابطة لاعبي الغولف المحترفين (الإنجليزية)
- جون ميريك على موقع التصنيف العالمي الرسمي للغولف (الإنجليزية)